# هانتر زولمون زوم
هانتر زالامون که به عنوان زوم و فلش معکوس هم شناخته می‌شود، یک ابرشرور در کتاب های کمیک آمریکایی منتشر شده توسط دی‌سی کامیکس است. او دومین شخصیتی است که نقش فلش معکوس را ایفا می‌کند. او دشمن اصلی والی وست و دشمن معمولی بری آلن است. 
زوم در نمایش تلویزیونی فلش در ارو ورس با بازی تدی سیرس هم حضور داشت و تونی تاد هم صدای او را صداگذاری می‌کرد.
در ۲۰۰۹، زوم در رتبه ی ۳۹ برترین شرور های تاریخ آی‌جی‌ان بود. 

## زندگی شخصی

### تبدیل شدن به زوم
هانتر زولمان که رابطه ی سختی با پدر و مادرش داشت و خانواده ی او هیچوقت باهمدیگر صحبت نمی‌کردند. روزی که هانتر میخواست که بخاطر کالج به بیرون برود، پدرش معلوم شد که قاتل زنجیره‌ای است که جان شش دختر جوان و مادر هانتر را قبل از شلیک توسط پلیس گرفته. بعد از این ماجرا، هانتر با مغز خلافکار ها آشنا شد و خواست آنها را یاد بگیرد، پس روان‌شناسی و جرم‌شناسی را یاد گرفت. او بعدا عضو اداره تحقیقات فدرال (اف بی آی) با دوست‌دخترش اشلی شد، که او بعدا با او ازدواج کرد. آن دو بعدا خلافکار های سطح پایین را شروع به متوقف کردن کردند و در این کار موفق بودند، تا وقتی که هانتر به صورت اشتباهی موجب به کشتن پدر هانتر شد. هانتر بعد آن اشتباهی باور کرد که خلافکاری که دنبال او بودند که دلقک بود، نمی‌توانست از تفنگ خود استفاده کند. این پرونده همچنین زانوی او را باعث شد صدمه زیادی ببیند، و بخاطر همین او با یک عصا باید راه می‌رفت. اشلی که او را ترک کرده بود و اف بی آی هم او را اخراج کرده بود، او به اداره پلیس کیستون پیوست و تبدیل به یک رخ‌نمانگار در بخش ابرانسان ها شد. هانتر بعد ها با فلش دوست شد، بخاطر اینکه قدرت او در حل کردن پرونده های هانتر خوب بود. 
هانتر در حمله ای توسط گوریلا گراد در زندان آیرون‌هایتس بسیار آسیب دید و از کمر به پایین فلج شد. او والی وست را التماس کرد که زمان را به عقب برگرداند و اتفاقات بد زندگی هانتر را پاک کند. ولی والی این کار را نکرد، چرا که این کار ۶زمان را مورد تهديد قرار می‌داد، و بخاطر همین دوستی خود با هانتر را بهم زد. هانتر بخاطر همین وارد موزه فلش شد و از ماشین سرعت استفاده کرد، که انفجاری رخ داد که فلج او را رفع کرد و او را به زمان متصل کرد؛ او الان می‌توانست گذشته خود را تغییر دهد، که باعث شد او ابر سرعت هم داشته باشد. 
هانتر فهمید که کمک نکردن والی بخاطر این بود که او هیچوقت مانند بری آلن گذشته بدی نداشته، بخاطر همین او تبدیل به ابرشروری به اسم زوم شد، که دومین فلش معکوس بود. هدف این بود که زندگی والی وست را نابود کند، و یاور داشت که این کار والی را قهرمان بهتری می‌کرد. وقتی که هانتر خواست لیندا پارک حامله را بکشد، او یک شوک الکتریکی به او داد و باعث شد لیندا دو بچه ی خود را سقط کند. این باعث شد که والی، زوم را بیهوش کند و کاری کرد که او مرگ پدر زن خود را دوباره در کما تماشا کند.